# Endophallusia
Endophallusia is een geslacht van rechtvleugeligen uit de familie krekels (Gryllidae). De wetenschappelijke naam van dit geslacht is voor het eerst geldig gepubliceerd in 1990 door de Mello.

## Soorten
Het geslacht Endophallusia omvat de volgende soorten:
- Endophallusia endophallica de Mello, 1990
- Endophallusia minuta de Mello, 1990